# Rafael Nieves
Rafael Nieves (Hermosillo, Sonora; 1988) es un actor y empresario mexicano. Ha participado en producciones de cine, teatro y televisión, así como en diversos programas de telerrealidad.

## Biografía y carrera

### Primeros años y formación
Nació en Hermosillo, Sonora. Desde niño mostró interés por la actuación, memorizando diálogos de películas y realizando imitaciones en reuniones familiares. Durante su infancia, fue víctima de acoso escolar por su apariencia física, lo que lo motivó a practicar artes marciales como el jiu-jitsu para desarrollar confianza y disciplina. En su adolescencia se dedicó al boxeo.
A pesar de su vocación artística, estudió la licenciatura en Comercio internacional y trabajó como burócrata en el gobierno del estado de Sonora. A los 24 años, en 2013, decidió renunciar a su empleo estable para mudarse a la Ciudad de México y perseguir una carrera como actor. Su padre mostró resistencia inicial ante la decisión, aunque finalmente le brindó su apoyo. Su familia le dejó claro que, al haber financiado su educación universitaria, él debía asumir los costos de su formación actoral.
Fue aceptado con una beca en el Centro de Formación Actoral de TV Azteca (CEFAT). Durante su formación, enfrentó desafíos como el miedo al ridículo y la diferencia de edad con sus compañeros, pero desarrolló una filosofía centrada en la importancia de intentar nuevas rutas profesionales.

### Carrera actoral
Tras concluir sus estudios, inició su carrera con participaciones en comerciales y proyectos menores, enfrentando el rechazo frecuente de la industria. Sus primeros trabajos relevantes incluyeron la película Casi treinta, para la cual aumentó 10 kilogramos de peso, y la serie La piloto.
En 2017, se integró al espectáculo escénico Solo para mujeres, producido por Sergio Mayer y Alexis Ayala, presentándose en el Centro Cultural Telmex y posteriormente en una gira nacional y por 15 ciudades de Estados Unidos. En 2018, se unió a la serie de Telemundo Enemigo íntimo, donde interpretó a un policía. Esta producción, transmitida primero en Estados Unidos, fue considerada por Nieves como clave para abrirle oportunidades en el medio. Ese mismo año interpretó por primera vez a un padre, en la teleserie Like, la leyenda de Pedro Damián.
En 2019, interpretó a Gregory, un abogado vinculado al narcotráfico, en la tercera temporada de la serie Rosario Tijeras, protagonizada por Bárbara de Regil. Paralelamente, actuó en la obra de teatro Maduras, solteras y desesperadas, donde su personaje, Adán, convivía con mujeres mayores interpretadas por Luz María Aguilar, Raquel Pankowsky, Norma Lazareno y Maribel Fernández. Su filmografía también incluye participaciones en la película Cindy la Regia y en la serie Suena Familiar de Nick Jr..
Posteriormente, manifestó su interés en interpretar un personaje antagónico, similar a los de producciones como El Señor de los Cielos. En 2025, confirmó su regreso al cine en un thriller psicológico con un papel antagónico, proyecto que será distribuido por Amazon Prime Video y en salas de cine.

### Participación enreality shows
Nieves ha tenido una notable trayectoria en programas de telerrealidad. En 2021, fue concursante en Guerreros 2021, donde se reencontró públicamente con su expareja, Luciana Burkle.
En 2022, se integró a la segunda temporada de La casa de los famosos de Telemundo, donde permaneció por 56 días antes de ser el octavo eliminado. Su participación marcó su regreso a los medios tras un tiempo enfocado en sus negocios. El mismo año, compitió en Exatlón Estados Unidos: Edición Mundial, donde fue el séptimo eliminado tras un duelo contra Iván Fernández.
Posteriormente, participó en Los 50, donde fue el cuadragésimo primer eliminado. En 2023, resultó ganador del concurso Las Estrellas bailan en Hoy junto a su pareja de baile, Daniela Parra. Ambos ingresaron sin experiencia en baile, enfrentaron lesiones durante la competencia y en la primera semana fueron salvados de la eliminación por el juez Albertano Santa Cruz.

### Faceta como empresario
Durante la Pandemia de COVID-19 en 2020, Nieves se trasladó a Los Cabos e incursionó en el ámbito empresarial. Inició en el negocio de renta de yates al gestionar una embarcación de un amigo, lo que le permitió descubrir una habilidad para las ventas. Fundó una empresa que ofrece embarcaciones de 35 a 110 pies, y expandió su red de proveedores, llegando a administrar cinco barcos. Este emprendimiento se convirtió en su prioridad con el objetivo de lograr independencia financiera y mantener la actuación como una actividad vocacional.

## Vida personal
En 2020, durante la pandemia, su madre fue diagnosticada con cáncer terminal. Este evento le provocó a Nieves episodios de ansiedad, que inicialmente confundió con un infarto. Su madre logró recuperarse de la enfermedad. A raíz de esta experiencia y de una posterior ruptura sentimental, comenzó a asistir a terapia por primera vez, utilizando también podcasts y ejercicios de respiración para su manejo emocional.
Mantuvo una relación de dos años con la también competidora Luciana Burkle, con quien se reencontró en Guerreros 2021 después de más de un año sin contacto.
Durante su participación en La Casa de los Famosos 2, inició una relación con la ex Miss Brasil Julia Gama. La pareja participó junta en el reality Los 50. Su relación finalizó, según Nieves, debido a una acumulación de diferencias y a una deficiente comunicación por parte de él, quien tendía a evadir los conflictos, y no por infidelidad. Tras la ruptura, Nieves la apoyó durante una compleja operación médica, actuando como su contacto familiar en el hospital. Mantiene con ella una relación de respeto y colaboración, y ha expresado públicamente la posibilidad de una reconciliación.
En febrero de 2025, la presentadora Alejandra Tijerina realizó declaraciones en televisión en las que afirmó haber tenido una relación con Nieves tras su ruptura con Gama, acusándolo de un trato negativo hacia ella. Nieves negó las acusaciones en un video, afirmando que mantenían una buena relación, pero eliminó la publicación horas después.
Nieves ha manifestado su deseo de ser padre y formar una familia. En 2025, anunció su intención de ingresar a una escuela de aviación, un interés que tenía desde la infancia.

## Filmografía

### Cine
- Casi treinta (2014)[1]
- Cindy la Regia (2020)[9]
- Thriller psicológico sin título (2025)[11]

### Televisión
- La piloto (2017)[1]
- Enemigo íntimo (2018)[2]
- Like, la leyenda (2018)[2]
- Rosario Tijeras (2019)[3]
- Suena Familiar[10]

### Teatro
- Solo para mujeres (2017)[1]
- Maduras, solteras y desesperadas (2019)[3]

### Reality shows
- Guerreros 2021 (2021)[12]
- La casa de los famosos (2022)[9]
- Exatlón Estados Unidos (2022)[9]
- Los 50 (2023)[10]
- Las Estrellas bailan en Hoy (2023)[10]